# Cyclus van Beau de Rochas
De cyclus van Beau de Rochas of viertaktcyclus (1862) is een theoretisch thermodynamisch model van een cyclus van een viertaktmotor. Er zijn bij deze cyclus vier verschillende slagen die elkaar in de tijd opvolgen. Het thermodynamisch model werd gedefinieerd door Alphonse Beau de Rochas in  1862 en opeenvolgend geïmplementeerd door Nicolaus Otto in 1876 en Étienne Lenoir in 1883. Motoren die deze cyclus toepassen, worden viertaktmotor of Ottomotor genoemd.

## Thermodynamische weergave
In het onderstaande PV-diagram wordt de thermodynamische weergave van een geïdialiseerde viertaktcyclus weergegeven. 
De getallen staan voor:
- 1'-1 : inlaatslag: verloopt bij constante druk, dus via een isobaar.
- 1-2 : compressieslag: gebeurt zonder warmteverlies, dus langs een adiabaat
- 2 : ontsteking.
- 2-3 : verbranding: zonder verplaatsing van de zuiger en warmteverlies, dus langs een isochoor.
- 3-4 : arbeidsslag: gebeurt zonder warmteverlies, dus langs een adiabaat
- 4 : openen uitlaatklep.
- 4-1 : drukval door openen uitlaatklep, geen verplaatsing van de zuiger, dus langs een isochoor.
- 1-1' : uitlaatslag. Het uitdrijven van de gassen verloopt bij constante druk, dus langs een isobaar.

## Cyclus
Startend met een lege cilinder met de zuiger in de bovenste positie zijn de vier takten of slagen:

### Inlaatslag
|  |  |

Bij de inlaatslag (de punten 1'-1 in het diagram) gaat een inlaatklep open (op punt 1') en de zuiger gaat naar beneden: brandstof en lucht worden via de inlaatkleppen de verbrandingsruimte (de cilinder) binnengezogen. De uitlaatklep is hierbij gesloten. De inlaatslag is een isobaar proces; het volume neemt toe, en de druk in de cilinder blijft gelijk.

### Compressieslag
|  |

Bij de compressieslag (1-2 in het diagram) gaat de klep dicht (op punt 1), terwijl de zuiger weer naar boven gaat. Het mengsel van brandstof en lucht wordt door de opwaarts bewegende zuiger samengeperst tot een bijzonder ontvlambaar mengsel. Bij de compressieslag neemt het volume weer af, terwijl de druk daarbij oploopt. De compressieslag kan worden beschouwd als een adiabatisch proces, bij voorkeur vindt er door de drukopbouw geen warmteuitwisseling plaats met de omgeving en warmt alleen het gasmengsel op.

### Arbeidsslag
|  |  |

Als de zuiger na de compressieslag weer helemaal bovenaan in de cilinder staat, vindt de ontsteking (punt 2 in het diagram) plaats. Door een vonk van een bougie (bij benzinemotoren) of de warmte van de compressie (bij dieselmotoren) ontsteekt het mengsel, en de zuiger wordt door de explosie met kracht naar beneden geduwd. De verbranding zelf is een isochoor proces, het volume van het gasmengsel blijft constant (2-3 in het diagram). Door de verbranding loopt de druk echter wel enorm op, waardoor de zuiger met kracht naar beneden wordt geduwd, het begin van de arbeidsslag (3-4 in het diagram). Deze kracht wordt overgebracht via de krukas naar de aandrijfas. Tijdens de arbeidsslag neemt de druk af en neemt het volume toe. De arbeidsslag is wederom adiabatisch, er vindt bij voorkeur geen warmteuitwisseling met de omgeving plaats.

### Uitlaatslag
|  |

Bij de uitlaatslag of afvoerslag gaat een uitlaatklep open en gaat de zuiger naar boven, terwijl de inlaatklep gesloten blijft. Hierdoor wordt het afgewerkte gasmengsel uit de cilinder gedrukt via de uitlaatkleppen naar de uitlaat van de auto. Als de uitlaatkleppen net openstaan, beweegt de zuiger weer omhoog (4-1 in het diagram). Het gasmengsel komt in de uitlaat terecht, waardoor het volume gelijk blijft, maar door de onderdruk in de uitlaat, de druk een stuk afneemt; een isochoor proces. Als de zuiger verder omhoog beweegt, loopt al het afgewerkte gasmengsel naar de uitlaat, daarbij neemt het volume af, terwijl de druk in de cilinder gelijk blijft, een isobaar proces (1-1').
Na de uitlaatslag volgt weer de inlaatslag.

## Geleverde arbeid
De door de motor geleverde arbeid is af te lezen uit het diagram. 
Uit de formule: {\displaystyle U=\Delta P\cdot \Delta V} blijkt dat de theoretische arbeid ({\displaystyle U}) wordt bepaald door het verschil in druk vermenigvuldigd met het verschil in volume. In het diagram is dit af te lezen uit de oppervlakte tussen de punten 1, 2, 3 en 4.

## De praktijk
In de praktijk zal een viertaktmotor niet helemaal aan de hierboven beschreven regels voldoen. Door warmteuitwisseling en wrijvingen zullen de scherpe hoeken in de grafiek afgerond worden, waardoor deze veel vloeiender zal verlopen. Zo zal tijdens de inlaatslag een lichte onderdruk in de cilinder ontstaan. De drukverhoging tijdens de ontsteking (de scherpe hoek bij punt 3 in het diagram) zal door de temperatuurverhoging veel minder zijn en geleidelijker gaan dan in de theorie. Ook de mate waarin de kleppen openen en dichtgaan verstoren het theoretische model.
De motor is in de praktijk dus minder efficiënt, dan in het theoretische model mogelijk zal zijn.